# Olimpíada de xadrez de 1966
A Olimpíada de xadrez de 1966 foi a 17.ª edição da Olimpíada de Xadrez organizada pela FIDE, realizada em Havana entre os dias 23 de outubro e 20 de novembro. A equipe da União Soviética (Tigran Petrosian, Boris Spassky, Mikhail Tal, Leonid Stein, Victor Korchnoi, Lev Polugaevsky) conquistou a medalha de ouro, repetindo o feito das edições anteriores, seguidos dos Estados Unidos (Bobby Fischer, Robert Byrne, Pal Benko, Larry Evans, Willian Addison, Nicolas Rossolimo) e Hungria (Lajos Portisch, László Szabó, István Bilek, Levente Lengyel, Győző Forintos, László Bárczay).

## Quadro de medalhas
| Tabuleiro | Ouro                   | Prata                                     | Bronze                                 |
| 1.º       | URS Tigran Petrosian   | USA Bobby Fischer                         | GDR Wolfgang Uhlmann FIN Kaarle Ojanen |
| 2.º       | ARG Oscar Panno        | HUN László Szabó                          | FIN Heikki Westerinen                  |
| 3.º       | URS Mikhail Tal        | PHI Rosendo Carrean Balinas               | HUN István Bilek                       |
| 4.º       | NED Christian Langeweg | YUG Aleksandar Matanović URS Leonid Stein | -                                      |
| 1.º res   | URS Viktor Korchnoi    | YUG Milan Matulović                       | NED Hans Ree                           |
| 2.º res   | HUN László Bárczay     | URS Lev Polugaevsky                       | TUR İsmet İbrahimoğlu                  |